# 唐朝宦官封爵列表
一般情况下，唐朝宦官获得爵位者较少，宦官爵号的得名、食邑与食实封、宦官母妻邑号都有制度或规律可循。宦官封爵都是在唐朝制度下正常运作，既无歧视性的规定，也不存在明显的倾斜性规定。本表根据万斯同《唐宦官封爵表》、王寿南《唐代宦官权势之研究》，参照新见出土文献，列出现存文献中可知的唐朝宦官封爵。

## 列表
| 姓名     | 爵号           | 受封时间       | 食邑                         | 职官                                       | 出处                                                                                                 |
| -------- | -------------- | -------------- | ---------------------------- | ------------------------------------------ | --- |
| 张阿难   | 汶江县开国侯   | 咸亨二年前     |                              | 内侍                                       | 《全唐文》卷991《内侍汶江县开国侯张公碑》                                                            |
| 苏思勖   | 常山县开国伯   | 开元二十三年   | 食邑七百户                   | 银青光禄大夫、内侍                         | 《全唐文补遗》第3辑《苏公思勖墓志铭并序》                                                            |
| 杨思勖   | 虢国公         | 开元中         |                              | 内侍、骠骑大将军、左骁卫大将军             | 《全唐文补遗》第1辑《杨思勖墓志铭》                                                                  |
| 刘奉进   | 彭城县開國男   | 天宝二年前     | 食邑三百户                   |                                            | 《八琼室金石补正》卷58《大唐故刘君合葬墓志铭》                                                       |
| 王尚客   | 太原县开国男   | 天宝七载       |                              | 中散大夫、内侍                             | 《金石萃编》卷66《佛顶尊胜陀罗尼神咒经幢》                                                           |
| 张元忠   | 雁门郡开国公   | 天宝十载前     |                              | 内侍同正员                                 | 《金石续编》卷8《张元忠妻令狐氏墓志》                                                                |
| 高力士   | 齐国公         | 天宝十四载     | 食邑三千户、食实封三百户     | 开府仪同三司、骠骑大将军、内侍监           | 《全唐文补遗》第7辑《高力士墓志铭》                                                                  |
| 刘元尚   | 彭城县开国公   | 天宝中         |                              | 内侍、左监门卫将军                         | 《金石萃编》卷90《刘元尚墓志铭》                                                                     |
| 刘柱     | 彭城县開國男   | 唐玄宗时       | 食邑三百户                   | 银青光禄大夫、内侍                         | 《全唐文补遗》第3辑《刘智合葬墓志铭并序》                                                            |
| 李辅国   | 博陵郡王       | 寶應元年       | 食实封一千三百户             | 开府仪同三司、司空、中书令                 | 《旧唐书》卷184《李辅国传》                                                                          |
| 程元振   | 邠国公         | 宝应元年       |                              | 骠骑大将军、知内侍省事                     | 《旧唐书》卷184《程元振传》                                                                          |
| 程希诠   | 广平郡開國男   | 大曆初         | 食邑三百户                   | 朝议大夫、掖庭局令、内给事                 | 《全唐文补遗》第6辑《程希诠墓志铭并序》                                                              |
| 鱼朝恩   | 韩国公         | 大历时         | 食实封一千户                 | 开府仪同三司、内侍监、观军容使             | 《全唐文》卷412《授鱼朝恩国子制》                                                                    |
| 骆奉先   | 江国公         | 唐代宗时       | 食邑三千户                   | 特进、右骁卫大将军、知内侍省事             | 《全唐文补遗》第3辑《骆明珣墓志铭》                                                                  |
| 董秀     | 魏国公         | 唐代宗时       | 食实封三百户                 | 冠军大将军、知内侍省事                     | 《全唐文补遗》第6辑《董文萼墓志铭》                                                                  |
| 第五玄昱 | 扶风县开国侯   | 大历十二年前   | 食邑二千户                   | 镇军大将军、左监门大将军                   | 《全唐文补遗》第3辑《第五玄昱墓志铭》                                                                |
| 丁门雅   | 谯□□           | 唐德宗时       | 食邑三百户                   | 内侍省内常侍                               | 《全唐文补遗》第7辑《丁承义墓志铭并序》                                                              |
| 孙知吉   | 魏国公         | 唐代宗或德宗时 |                              | 开府仪同三司、右领军卫大将军、知内侍省事   | 《全唐文》卷498《孙公神道碑铭》                                                                      |
| 杨志廉   | 弘农郡开国公   | 贞元时         | 食邑三千户                   | 开府仪同三司、左监门卫大将军、知内侍省事   | 《全唐文补遗》第2辑《杨志廉墓志铭》                                                                  |
| 刘昇朝   | 彭城县开国侯   | 贞元十二年前   |                              | 金紫光禄大夫、左金吾卫大将军               | 《全唐文补遗》第3辑《刘昇朝墓志铭》                                                                  |
| 朱如宝   | 吴县开国子     | 贞元十八年     | 食邑五百户                   | 内侍同正员                                 | 《金石萃编》卷66《元惟清书幢》                                                                       |
| 孙荣义   | 乐安县开国公   | 贞元二十年     | 食邑一千五百户               | 开府仪同三司、知内侍省事、骠骑大将军       | 《全唐文》卷498《右神策护军中尉孙公神道碑铭》                                                        |
| 焦奉超   | 广平县开国公   | 唐德宗时       | 食邑一千五百户               | 辅国大将军、右卫大将军、内侍               | 《全唐文补遗》第2辑《焦仙芝墓志铭》                                                                  |
| 张尚进   | 清河县開國男   | 唐德宗时       | 食邑三百户                   | 正议大夫、内侍                             | 《全唐文补遗》第3辑《张叔遵墓志铭》                                                                  |
| 牛宝诠   | □□县開國男     | 唐宪宗时       | 食邑三百户                   | 内侍省宫闱局令                             | 《全唐文补遗》第2辑《牛维直墓志铭》                                                                  |
| 吐突承璀 | 薊國公         | 唐憲宗時       |                              | 左監門將軍、左神策護軍中尉                 | 《新唐書》卷207《吐突承璀傳》                                                                        |
| 彭獻忠   | 襄武縣開國男   | 元和元年       | 食邑三百戶                   | 知內侍省事、左神策軍護軍中尉               | 《全唐文》卷644《內侍護軍中尉彭獻忠神道碑》                                                          |
| 姚存古   | 長城縣開國公   | 唐穆宗時       | 食邑一千五百戶               | 朝議大夫、內常侍                           | 《全唐文補遺》第3輯《姚存古墓志銘》                                                                  |
| 楊承和   | 弘農郡開國侯   | 長慶二年前     | 食邑一千五百戶               | 右神策中尉副使、左監門將軍同正員           | 《金石萃編》卷107《邠國公功德銘》                                                                    |
| 梁守謙   | 邠國公         | 長慶二年       | 食邑三千戶、食實封三百戶     | 開府儀同三司、驃騎大將軍、左神策軍護軍中尉 | 《全唐文補遺》第4輯《梁守謙墓志銘》                                                                  |
| 王公素   | 太原县开国男   | 长庆二年       | 食邑三百户                   | 殿前高品、正议大夫、内寺伯、湖南监军使     | 《唐代墓志汇编》大中148《唐故太原郡王府君墓志》                                                      |
| 刘渶浰   | 彭城县开国子   | 长庆四年       | 食邑五百户                   | 银青光禄大夫、内侍省内常侍                 | 《全唐文补遗》第3辑《刘渶浰墓志铭》                                                                  |
| 刘弘规   | 沛国公         | 唐敬宗时       | 食邑三千户                   | 左神策軍護軍中尉、左武卫上将军             | 《全唐文》卷711《刘公神道碑铭》                                                                      |
| 许遂忠   | 高阳郡开国公   | 宝历二年       | 食邑二千户                   | 银青光禄大夫、内侍省常侍                   | 《全唐文补遗》第3辑《许遂忠墓志铭》                                                                  |
| 马存亮   | 岐国公         | 唐敬宗时       | 食实封三百户                 | 开府仪同三司、右领军卫上将军、知内侍省事   | 《全唐文》卷711《扶风马公神道碑铭》                                                                  |
| 刘行立   | 彭城郡开国伯   | 唐敬宗时       |                              | 朝散大夫、内侍省宫闱局令                   | 《全唐文》卷711《左神策軍護軍中尉刘公神道碑铭》                                                      |
| 马元□    | 扶风郡开国公   | 唐敬宗或文宗时 | 食邑二千户、袭实封一百五十户 | 琼林使、朝议大夫、奚官局令                 | 《全唐文》卷711《扶风马公神道碑铭》                                                                  |
| 刘渶润   | 高平郡开国公   | 大和四年前     | 食邑二千户                   | 金紫光禄大夫、右监门卫将军                 | 《唐代墓志汇编》大和033《弘农县君杨氏墓志铭》                                                        |
| 仇文义   | 南安县開國男   | 大和八年       | 食邑三百户                   | 正议大夫、忠武軍监军使、内给事             | 《全唐文补遗》第2辑《仇文义夫人王氏墓志铭》                                                          |
| 辛广祐   | 奇章郡開國男   | 大和八年       | 食邑三百户                   | 易定别敕判官、内府局令                     | 《金石萃编》卷73《大唐北岳府君之碑·仇文艺题记》                                                      |
| 仇士良   | 楚国公         | 开成五年       | 食邑三千户、食实封五百户     | 开府仪同三司、左卫上将军、观军容使、内侍监 | 《全唐文》卷790《楚国公仇士良神道碑》                                                                |
| 鱼弘志   | 韩国公         | 开成五年       |                              | 左神策军中尉                               | 《旧唐书》卷18上《武宗纪》；《新唐书》卷207《仇士良传》                                              |
| 李升荣   | 陇西县开国子   | 会昌元年       | 食邑五百户                   | 正议大夫、内侍省内寺伯                     | 《全唐文补遗》第6辑《李升荣墓志》                                                                    |
| 师全介   | 武昌县開國男   | 会昌中         | 食邑三百户                   | 正议大夫、内给事、陕府监军使               | 《全唐文补遗》第3辑《师全介墓志铭并序》                                                              |
| 似先义逸 | 汝南郡开国公   | 会昌时         | 食邑二千户                   | 银青光禄大夫、内常侍兼掖庭局令             | 《全唐文补遗》第7辑《似先义逸墓志铭并序》                                                            |
| 刘行方   | 彭城县开国男   | 会昌中         | 食邑三百户                   | 进宫使、中大夫、内侍省掖庭局丞             | 《唐故左神策军护军中尉兼左街功德使特进沛国公食邑三千户赠开府兼扬州大都督刘公夫人陇西李氏墓志铭并序》 |
| 刘行宣   | 彭城县开国伯   | 会昌中         | 食邑七百户                   | 太中大夫、内侍省内府局令                   | 《唐故左神策军护军中尉兼左街功德使特进沛国公食邑三千户赠开府兼扬州大都督刘公夫人陇西李氏墓志铭并序》 |
| 杨钦义   | 虢国公         | 会昌中         | 食邑三千户、食实封三百户     | 左神策軍護軍中尉、左卫上将军               | 《全唐文补遗》第3辑《杨玄略墓志铭》                                                                  |
| 焦仙芝   | 广平县开国男   | 会昌三年前     | 食邑三百户                   | 内寺伯同正员                               | 《唐代墓志汇编续集》会昌019《焦仙芝墓志铭》                                                          |
| 梁匡仁   | 安定县开国男   | 大中元年       | 食邑三百户                   | 太中大夫、内侍                             | 《全唐文补遗》第8辑《梁匡仁神道碑并序》                                                              |
| □□□      | 武威县开国□    | 大中初         | 食邑七百户                   | 泾原等州监军使                             | 《陇右金石录》卷2《高公佛堂碣》                                                                      |
| 刘仕仟   | 高平县开国男   | 大中时         | 食邑三百户                   | 太中大夫、内侍省内府局丞                   | 《唐代墓志汇编》大中033《弘农县君杨氏墓志铭》                                                        |
| 刘仕侗   | 彭城县开国子   | 大中时         | 食邑五百户                   | 中散大夫、内侍省内府局丞                   | 同上                                                                                                 |
| 刘□□     | 彭城县开国□    | 大中时         |                              | 内寺伯                                     | 《金石萃编》卷114《霍夫人墓志》                                                                      |
| 李朝成   | 成纪县开国侯   | 大中二年       | 食邑一千户                   | 剑南西川监军使                             | 《金石萃编》卷67《李朝成经幢》                                                                       |
| 刘遵礼   | 彭城县开国子   | 大中二年       | 食邑五百户                   | 内庄宅使、银青光禄大夫、内侍               | 《金石萃编》卷117《刘遵礼墓志》                                                                      |
| 刘德训   | 彭城郡开国公   | 大中二年       | 食邑二千户                   | 银青光禄大夫、兼充懿安太后山陵修筑使       | 《唐故供奉官金紫光禄大夫行内侍省内常侍彭城郡开国公食邑二千户上柱国以本官兼内寺伯致仕刘公墓志铭》     |
| 王守琦   | 太原县開國男   | 大中三年前     | 食邑三百户                   | 正议大夫、内府局丞同正员                   | 《唐文拾遗》卷31《内府局丞王公墓志铭》                                                               |
| 王元宥   | 晋国公         | 大中七年前     | 食邑三千户                   | 右神策军护军中尉、右骁卫上将军、知内侍省事 | 《全唐文》卷750《王元宥除右神策军护军中尉制》                                                        |
| 王怡政   | □□□開國男      | 大中八年前     | 食邑三百户                   | 宫闱令同正员                               | 《全唐文补遗》第3辑《王怡政墓志铭》                                                                  |
| 崔巨淙   | 清河郡开国公   | 大中十一年     |                              | 右监门将军、知内侍省事                     | 《旧唐书》卷18下《宣宗纪》                                                                           |
| 李敬实   | 陇西县開國男   | 大中时         | 食邑三百户                   | 银青光禄大夫、内给事                       | 《全唐文补遗》第1辑《李敬实墓志铭》                                                                  |
| 吴士偘   | 濮阳县開國男   | 大中时         | 食邑三百户                   | 正议大夫、内侍省内仆局令                   | 《全唐文补遗》第2辑《吴全绩墓志铭》                                                                  |
| 杨玄略   | 弘农县开国侯   | 咸通三年       | 食邑一千户                   | 银青光禄大夫、内侍省掖庭局令               | 《唐代墓志汇编续集》咸通020《杨玄略墓志铭》                                                          |
| 吴德鄘   | 濮阳郡开国公   | 咸通四年       | 食邑二千户                   | 银青光禄大夫、内侍省内常侍                 | 《西安碑林博物馆新藏墓志汇编·吴德鄘墓志铭》                                                          |
| 刘行深   | 徐国公         | 咸通十四年     |                              | 开府仪同三司、内侍监                       | 《全唐文》卷747《刘遵礼墓志》                                                                        |
| 韩文约   | □国公          | 咸通十四年     |                              | 右神策军护军中尉                           | 《旧唐书》卷19下《僖宗纪》                                                                           |
| 刘中礼   | 彭城县开国伯   | 咸通中         | 食邑七百户                   | 河东监军使、左监门卫将军                   | 《唐故河东监军使银青光禄大夫守左监门卫将军上柱国彭城县开国伯食邑七百户赐紫金鱼袋刘公墓志铭并序》     |
| 杨复光   | 弘农郡开国公   | 中和三年       |                              | 开府仪同三司、同华制置使                   | 《旧唐书》卷19下《僖宗纪》；《新唐书》卷207《杨复光传》                                              |
| 田令孜   | 齐国公、晋国公 | 唐僖宗时       |                              | 左金吾卫上将军、观军容使                   | 《旧唐书》卷19下《僖宗纪》；《新唐书》卷208《田令孜传》                                              |
| 杨复恭   | 魏国公         | 文德元年       |                              | 金吾卫上将军                               | 《旧唐书》卷19下《僖宗纪》                                                                           |
| 吴承泌   | 濮阳郡开国侯   | 景福二年       | 食邑一千户、食实封一百户     | 内枢密使、左领军卫上将军、知内侍省事       | 《唐代墓志汇编》乾宁005《内枢密使吴公墓志铭并序》                                                    |
| 张居翰   | 清河县開國伯   | 唐昭宗时       | 食邑七百户                   | 泽潞监军使                                 | 《全唐文补遗》第7辑《张居翰墓志铭》                                                                  |